# Колета (Іллінойс)
Колета (англ. Coleta) — селище (англ. village) в США, в окрузі Вайтсайд штату Іллінойс. Населення — 167 осіб (2020).

## Географія
Колета розташована за координатами 41°54′9″ пн. ш. 89°48′1″ зх. д. / 41.90250° пн. ш. 89.80028° зх. д. (41.902638, -89.800237).  За даними Бюро перепису населення США в 2010 році селище мало площу 1,54 км², уся площа — суходіл.

## Демографія
Згідно з переписом 2010 року, у селищі мешкали 164 особи в 64 домогосподарствах у складі 44 родин. Густота населення становила 106 осіб/км².  Було 71 помешкання (46/км²).
Расовий склад населення:
| - 100,0 % — білих |

До двох чи більше рас належало 0,0 %. Частка іспаномовних становила 6,1 % від усіх жителів.
За віковим діапазоном населення розподілялося таким чином: 26,2 % — особи молодші 18 років, 56,1 % — особи у віці 18—64 років, 17,7 % — особи у віці 65 років та старші. Медіана віку мешканця становила 40,0 року. На 100 осіб жіночої статі у селищі припадало 110,3 чоловіків;  на 100 жінок у віці від 18 років та старших — 120,0 чоловіків також старших 18 років.
Середній дохід на одне домашнє господарство  становив 54 984 долари США (медіана — 36 705), а середній дохід на одну сім'ю — 69 296 доларів (медіана — 47 500). За межею бідності перебувало 22,2 % осіб, у тому числі 32,2 % дітей у віці до 18 років та 5,6 % осіб у віці 65 років та старших.
Цивільне працевлаштоване населення становило 82 особи. Основні галузі зайнятості: освіта, охорона здоров'я та соціальна допомога — 30,5 %, виробництво — 17,1 %, роздрібна торгівля — 9,8 %, сільське господарство, лісництво, риболовля — 9,8 %.